# Imanol Garciandia
Imanol Garciandia, né le 30 avril 1995 à Urretxu, est un handballeur professionnel espagnol d'origine basque.
Il mesure 2,01 m et pèse 98 kg. Il joue au poste d'arrière droit pour le club hongrois du SC Pick Szeged depuis 2021. 

## Biographie
Originaire d'Urretxu, Imanol Garciandia intègre le centre de formation du SD Urola avant de passer professionnel au sein du club voisin le Sanlo EKT en 2012. Après trois saisons, il s'engage pour le CB Logroño, club phare en Espagne. En 2020, il signe pour le Pays d'Aix UC. Il rejoint dès la saison suivante le club hongrois du SC Pick Szeged

## Palmarès

### En équipe nationale
Principales compétitions
- Médaille de bronze au Championnat du monde 2023
- Médaille de bronze aux Jeux olympiques de 2024

Autres compétitions
- Médaille de bronze aux Jeux méditerranéens de 2018
- Médaille d'or aux Jeux méditerranéens de 2022

### En club
- Vice-champion de la Liga ASOBAL en 2015, 2016
- Finaliste de la Coupe du Roi en 2017 et 2018
- Finaliste de la Coupe ASOBAL en 2016
- Championnat de Hongrie
  - Vainqueur (2) : 2021, 2022
  - Vice-champion (2) : 2023, 2024
- Finaliste de la Coupe de Hongrie (3) : 2021, 2023, 2024